# Adventure Time: Hey Ice King! Why'd You Steal Our Garbage?!!
Adventure Time: Hey Ice King! Why'd You Steal Our Garbage?!! est un jeu d'action-aventure développé par WayForward Technologies et édité en 2012 par Bandai Namco Games et D3 Publisher sur Nintendo 3DS et Nintendo DS. Le jeu est basé sur la série d'animation américaine Adventure Time, créée par Pendleton Ward. Le système de jeu est quant à lui largement inspiré de celui de Zelda II: The Adventure of Link, avec un overworld et un changement de vue en défilement horizontal. Pendleton Ward, l'un des créateurs du jeu, déclare dans une interview donnée au site web IGN qu'« il y a beaucoup de Zelda dans ce jeu »,.

## Accueil
- IGN : 8,5/10 (3DS)[4]